# Repubblica Socialista di Montenegro
Con il termine Repubblica Socialista di Montenegro - in lingua serbocroata: Socijalistička Republika Crna Gora / Социјалистичка Република Црна Гора o SR Crna Gora / СР Црна Гора ed in forma più contratta SRCG / СРЦГ - indichiamo il nome che l'attuale Montenegro ebbe in seno alla ex Jugoslavia dal 1963 al 1992. La capitale era Titograd l'odierna Podgorica.
La Repubblica Socialista di Montenegro con la denominazione di Repubblica Popolare di Montenegro fu una delle sei repubbliche che fondarono la Repubblica Federativa Popolare di Jugoslavia nel 1944; prese la denominazione di Repubblica Socialista di Montenegro in seguito alla costituzione del 1963 con cui la federazione prendeva il nome di Repubblica Socialista Federale di Jugoslavia.
Con la fine del governo socialista e la dissoluzione della Jugoslavia, nel 1992, con la denominazione di Repubblica di Montenegro, diede vita insieme alla Repubblica di Serbia ad una nuova federazione denominata Repubblica Federale di Jugoslavia.